# Prince Oniangue
Prince Oniangue (Párizs, 1988. november 4. –) francia születésű kongói válogatott labdarúgó, a Reims játékosa.
A kongói válogatott tagjaként részt vesz a 2015-ös afrikai nemzetek kupáján.